# Gabriel Nicolas de la Reynie
Gabriel Nicolas de la Reynie (1625, Limoges, França - 1709, Paris, França) foi primeiro tenente de Polícia de Paris à época do Rei Luís XIV de França.
Proveniente de uma família de advogados pobre e sem recursos, Gabriel Nicolas faz um casamento rico em 1645 e toma então o nome de "Reynie". Magistrado prisional em Angoulême e depois Presidente prisional em Bordeaux, resiste à Fronda e serve de intendente ao governador de Guyenne, o Duque d’Épernon, que o faz ser conhecido na corte.
La Reynie administra a fortuna do Duque d'Épernon sem se esquecer da usa: em 1661, compra por 320.000 libras um cargo de mestre dos requerimentos do Conselho do Rei. É escolhido por Colbert para inaugurar o novo cargo de tenente de polícia de Paris, em 1667, cargo que desempenha durante trinta anos. La Reynie torna-se conselheiro de Estado em 1680.
« A Polícia existe para assegurar o repouso do público e dos particulares, proteger a cidade de tudo o que possa causar desordens ». O edital que Colbert apresenta a Luís XIV em Março de 1667 resulta da evolução dos costumes franceses em matéria de segurança pública após séculos. Este edital visa um procedimento global no tratamento da criminalidade e constitui o ato fundador da Polícia sob o Antigo Regime, esclarecendo uma situação herdada da Idade Média.
O cargo de "Tenente de Polícia" que ele institui tem por objetivo criar um poder autônomo que vele pelo bom andamento da cidade, independente das pressões que possa sofrer.
Paris é a primeira cidade afetada por esta medida. Nicolas de la Reynie é nomeado o primeiro tenente geral de polícia, cargo que ocopará de Março de 1667 a Janeiro de 1697. Juiz e depois senhor dos requerimentos no Conselho de Estado, possui um conhecimento completo das instituições. Todos os tenentes gerais que o sucedem possuem formação análoga. Nemeado pelo Rei, o tenente de polícia é revogável "ad nutum". Se o edital confere ao tenente de polícia certas missões (a luta contra a delinquência, o incêndio e a inundação; o policiamento econômico, dos costumes, etc.), ele deixa a cargo de Nicolas de la Reynie a organização de sua administração reunindo sob sua autoridade as antigas instituições.
Os comissários examinadores do Châtelet tornam-se comissários de polícia e seu número chega a 48. Divididos entre os 17 bairros de Paris, eles prestam contas diariamente de suas atividades ao tenete geral. Nicolas de la Reynie conta ainda com uma rede de informantes remunerados: as moscas em liberdade e os carneiros na prisão. Ele pode requisitar as forças armadas. Sobretudo o tenente geral apóia-se sobre os gabinetes (empregos, escolas, arquivos, mercados, etc.).
Estabelece a autoridade real colocando cabresto no governador de Paris, nos titulares dos feudos encravados na capital, no Parlamento habituado até então a comandar as prisões em casos policiais, nos agentes de mercadorias e na municipalidade parisiense.
La Reynie é também juiz ou procurador em grandes processos extraordinários, tais como o do Cavaleiro de Rohan, decapitado por conspiração ou o famoso "Caso dos Venenos".
Nesta época, quatro « polícias » concorriam em Paris: os comissários, os arqueiros e agentes, a companhia dos tenentes criminais e a intendência da Ilha. Ele reorganiza estas polícias e as põe sob seu controle. Elas são encarregadas de assegurar a segurança das ruas de Paris, de vigiar o ambiente parisiense da época e de enchê-lo de informantes.
La Reynie reprime a impressão e distribuição de escritos sediciosos, crimes que ele próprio julga e com o máximo rigor. É o encarregado da execução dos mandatos de prisão.
É também graças a seus métodos truculentos que Paris torna-se a cidade mais limpa da Europa da época (financiada pela taxa dita das "lamas e lanternas") e que erradica as chamadas "Cours des Miracles" . Deve-se a ele a iluminação pública (de onde surgiu o termo, hoje famoso, de « Paris Cidade Luz »), que serviu para tornar as ruas mais seguras, as primeiras regras de circulação e estacionamento, a pavimentação das ruas e a canalização da água.